# أنتوني هايلتون
أنتوني هايلتون هو دبلوماسي وسياسي جامايكي، ولد في 27 أبريل 1957. نشط حزبياً في حزب الشعب الوطني ‏. وقد انتخب عضو مجلس نواب جامايكا ‏.